# FA Cup 1873-1874

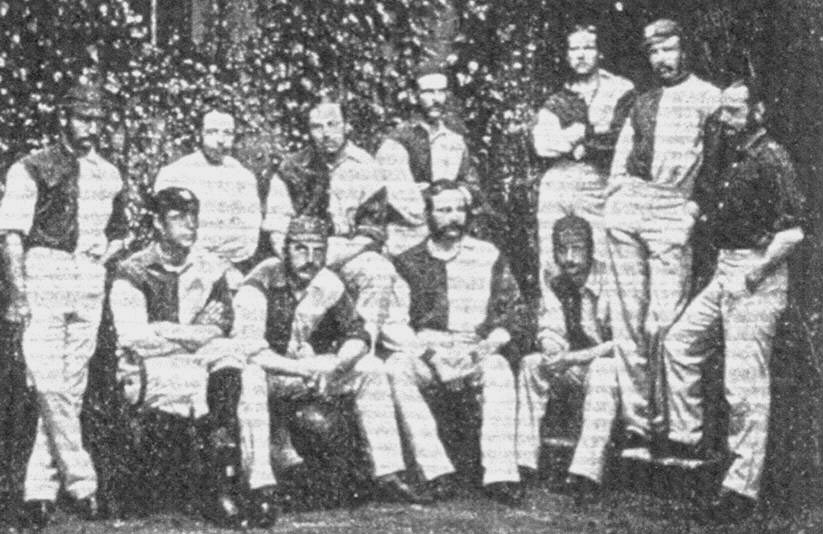
Team van Oxford University

De FA Cup 1873-1874 was de derde editie van de Engelse FA Cup, de oudste bekercompetitie van de wereld in het voetbal. De FA Cup werd gewonnen door Oxford University.

## Eerste ronde
De wedstrijden in de eerste ronde vond plaats van 9 oktober tot en met 30 oktober 1873
| Thuisteam            | Uitslag  | Bezoekers             |
| -------------------- | -------- | --------------------- |
| Royal Engineers      | 5-0      | Brondesbury           |
| Marlow               | 0-1      | Pilgrims              |
| Maidenhead           | Walkover | Civil Service         |
| Clapham Rovers       | Walkover | Amateur Athletic Club |
| Upton Park           | 0-4      | Oxford University     |
| Crystal Palace       | 0-1      | Swifts                |
| Wanderers            | Walkover | Southall              |
| 1st Surrey Rifles    | 0-0      | Barnes                |
| Shropshire Wanderers | 0-0      | Sheffield FC          |
| Uxbridge             | 3-0      | Gitanos               |
| Trojans              | Walkover | Farningham            |
| High Wycombe         | Walkover | Old Etonians          |
| Woodford Wells       | 3-2      | Reigate Priory        |
| Cambridge University | 1-0      | South Norwood         |

### Eerste ronde replay s
De wedstrijden vonden plaats op 6 en 17 november 1873
| Thuisteam    | Uitslag                    | Bezoekers            |
| ------------ | -------------------------- | -------------------- |
| Barnes       | 1-0                        | 1st Surrey Rifles    |
| Sheffield FC | 0-0 Sheffield wint de TOSS | Shropshire Wanderers |

## Tweede ronde
De wedstrijden vonden plaats op 20 november 1873 , 22 november 1873 en 26 november 1873
| Thuisteam         | Uitslag  | Bezoekers            |
| ----------------- | -------- | -------------------- |
| Sheffield FC      | 1-0      | Pilgrims             |
| Royal Engineers   | 2-1      | Uxbridge             |
| Maidenhead        | 1-0      | High Wycombe         |
| Clapham Rovers    | 1-1      | Cambridge University |
| Wanderers         | Walkover | Trojans              |
| Oxford University | 2-0      | Barnes               |
| Swifts            | 2-1      | Woodford Wells       |

### Tweede ronde replays
De wedstrijden vonden plaats op 29 november 1873 en 20 december 1873
| Thuisteam      | Uitslag | Bezoekers            |
| -------------- | ------- | -------------------- |
| Clapham Rovers | 1-1     | Cambridge University |
| Clapham Rovers | 4-1     | Cambridge University |

## Derde ronde
De wedstrijden vonden plaats op 6 december 1873 , 10 december 1873 en 17 januari 1874
| Thuisteam       | Uitslag | Bezoekers         |
| --------------- | ------- | ----------------- |
| Royal Engineers | 7-0     | Maidenhead        |
| Clapham Rovers  | 2-1     | Sheffield FC      |
| Wanderers       | 1-1     | Oxford University |
| Swifts          | Bye     |                   |

### Derde ronde replays
De wedstrijd vond plaats op 31 januari 1874
| Thuisteam         | Uitslag | Bezoekers |
| ----------------- | ------- | --------- |
| Oxford University | 1-0     | Wanderers |

## Halve finale
De wedstrijden vonden plaats op 28 januari en 28 februari 1874.
| Thuisteam         | Uitslag | Bezoekers      |
| ----------------- | ------- | -------------- |
| Royal Engineers   | 2-0     | Swifts         |
| Oxford University | 1-0     | Clapham Rovers |

## Finale
De finale vond plaats op 14 maart 1874
| Thuisteam             | Uitslag | Bezoekers       |
| --------------------- | ------- | --------------- |
| Oxford University AFC | 2-0     | Royal Engineers |